# Double je (émission de télévision)
Pour l’article ayant un titre homophone, voir Double Jeu.
Pour les articles homonymes, voir Double je.

Logo de l'émission

Double je est une émission de télévision culturelle française mensuelle animée par Bernard Pivot entre janvier 2002 et décembre 2005 et diffusée sur France 2 et TV5. L'animateur y présente trois personnes non françaises qui ont toutes en commun leur amour de la France.
L'indicatif musical du générique de l'émission est la valse en la mineur, op posthume de Frédéric Chopin.

## Liste de personnes présentées
- La chanteuse Anggun
- Le pianiste franco-libanais Abdel Rahman El Bacha
- La chanteuse et ex-mannequin Carla Bruni
- Semyon Bychkov, chef d’orchestre d’origine russe, émigré aux États-Unis, marié à une Française
- Umberto Eco
- Le professeur de français Kazuo Kiriru, interrogé à la Maison de Balzac (à Paris), où il est allé « plus de cent fois ». Parle de sa passion pour Balzac. Ce citoyen japonais, pour récompense de son travail immense sur l'œuvre de Balzac, souhaiterait être autorisé à finir sa vie en France
- Karl Lagerfeld
- Lio
- John Malkovich, interrogé dans sa maison de Provence. Parle lentement, « mais [il] parle encore plus lentement en anglais »
- La reine du Danemark Margrethe II. Parle notamment de peinture, qu'elle pratique « très sérieusement »
- Le chanteur Brian Molko a eu le plaisir unique de pouvoir parler sans faire de promotion et sans être interrompu
- Le réalisateur Volker Schlöndorff
- L'écrivaine Shan Sa

## Émissions
1. ??.??.???? - invités:
2. ??.??.???? - invités:
3. ??.??.???? - invités:
4. 28.04.2002 - invités: Lio, chanteuse, actrice ; Gaston-Paul Effa, écrivain, philosophe ; Shan Sa, écrivaine, peintre, poète et calligraphe
5. ??.??.???? - invités:
6. ??.??.???? - invités:
7. ??.??.???? - invités:
8. ??.??.???? - invités:
9. ??.??.???? - invités:
10. ??.??.???? - invités:
11. ??.??.???? - invités:
12. ??.??.???? - invités:
13. ??.??.???? - invités:
14. ??.??.???? - invités:
15. ??.??.???? - invités:
16. ??.??.???? - invités:
17. ??.??.???? - invités:
18. ??.??.???? - invités:
19. ??.??.???? - invités:
20. ??.??.???? - invités:
21. ??.??.???? - invités:
22. ??.??.???? - invités:
23. 10.10.2004 - invités: Angélique Ionatos compositrice, chanteuse et guitariste et Abdel Rahman El Bacha, pianiste et compositeur franco libanais.
24. 21.10.2004 - invités: Alexandru Calinescu, professeur ; Lidia Cioccoiu, directrice éditoriale ; Alex Leo Serban, critique cinématographique ; Maria Luiza Zan, mezzo soprano et chanteuse de jazz. Pincu Kaiserman, président de la communauté juive de Iasi, interrogé par Bernard Pivot sur le pogrom perpétré dans la ville en 1941.
25. ??.??.???? - invités:
26. ??.??.???? - invités:
27. ??.??.???? - invités:
28. ??.??.???? - invités:
29. ??.??.???? - invités:
30. ??.??.???? - invités:
31. ??.??.???? - invités:
32. ??.??.???? - invités:
33. ??.??.???? - invités:
34. ??.??.???? - invités:
35. 22.09.2005 - invités: Safia Otokoré, athlète ; Costa-Gavras, metteur en scène ; Robert Paxton, historien.
36. 27.10.2005 - invités: Margrethe II de Danemark, reine ; Kazuo Kiriu, professeur ;  John Malkovich, acteur.
37. 25.11.2005 - invités: Amin Maalouf, écrivain ; Alberto Manguel, écrivain ; Kenneth White, écrivain.
38. 06.01.2006 - Dernière émission avec florilège des émissions précédentes, présentée avec Erik Orsenna[1].

## Pour approfondir